# 陪妳到最後
《陪妳到最後》（荷蘭語：（中文直译为“一个女人去看医生”））是荷蘭人瑞·科倫的第一本小說。

## 創作歷程
作者原本的職業是一間营销公司的經理，他的妻子Judith在三十六歲因乳癌而去世後，為了表達內心的傷痛，他決定帶同女兒前往澳洲旅行；當他在旅途中寫了很多日記後，突然回想起妻子在世時的情景。他把握了這個時機，寫出他的第一本小說。儘管他在序中表明不是一部自傳，而是一本關於愛的小說；但文體結構上是屬於自傳（因為作者用自己的經歷寫出來的）。
本書的原裝荷蘭語由Podium出版，而中文版則由台灣商周出版負責。

## 獎項及評價
- 荷蘭有史以來銷量第二高的原文為荷蘭語的小說
- 荷蘭國家讀者文學獎
- 英國亞馬遜五顆星評級
- 德國《明鏡週刊》暢銷榜持續70週以上

## 改編電影
本作品在2009年拍成電影，由巴利·亞特斯馬(Barry Atsma)和卡里斯·范·侯登主演；利洛特·奧亞利文斯(Reinout Oerlemans)執導。
該片會在2010年11月26日在台灣上映。

## 資料來源
1. ↑  .   [2010-11-13]. （原始内容存档于2010-11-13）.

## 外部連結
- 城邦讀書花園上的介紹
- 作品中文版官方網頁 （页面存档备份，存于）
- 作品原裝荷蘭語官方網頁 （页面存档备份，存于） （荷兰文）
- 改編電影原裝荷蘭語官方網頁 （页面存档备份，存于） （荷兰文）
- 改編電影中文版官方網頁 （页面存档备份，存于）